# 瀬口忍
瀬口 忍（せぐち しのぶ、1970年12月27日 - ）は、日本の漫画家。大阪府枚方市出身。滋賀県大津市在住。代表作は『囚人リク』。

## 来歴
大阪府立香里丘高等学校を経て、大阪芸術大学芸術学部美術学科彫塑専攻を卒業。
1989年に第12回アフタヌーン四季賞準入選、1993年に第26回アフタヌーン四季賞で『コンクリート畑のひまわり達』が掲載される。その後、漫画家の王欣太のもとでアシスタントを10年間続けた後、2004年（平成16年）に柔道家から総合格闘家へ転身する主人公を描く格闘マンガ『畳の花道』で漫画家としてデビュー。
2008年には、講談社の子供向けレーベル「KIDS宝箱」より自身初の単行本『にんじゃブースケ』発売。
2011年11号から2018年12号まで『週刊少年チャンピオン』（秋田書店）にて『囚人リク』を連載。

## 作品リスト
- 畳の花道（『劇画マッドマックス』、2004年 - 2010年、既刊2巻、未刊4巻）
- にんじゃブースケ（講談社）
- 囚人リク（『週刊少年チャンピオン』、2011年11号 - 2018年12号、全38巻）
- ボスレノマ 〜囚人リク外伝〜（『週刊少年チャンピオン』、2018年40号 - 2019年6号、全2巻）
- 火喰鳥 羽州ぼろ鳶組（作画担当、原作:今村翔吾、『週刊少年チャンピオン』、2025年21・22合併号 - ）